# یوستاس پالکیس
یوستاس پالکیس (انگلیسی: Justas Paleckis; ۱۰ ژانویهٔ ۱۸۹۹ – ۲۶ ژانویهٔ ۱۹۸۰) یک سیاست‌مدار و روزنامه‌نگار اهل لیتوانی بود. وی آخرین رئیس‌جمهور این کشور از ژوئن تا اوت ۱۹۴۰ و قبل از اشغال آن توسط شوروی بود.
وی همچنین برنده جوایزی همچون نشان لنین شده‌است.